# Ferdinando III di Castiglia
Ferdinando Alfonso, detto il Santo (Fernando o Fernán in spagnolo; Zamora, 5 agosto 1201 – Siviglia, 30 maggio 1252), noto come il "re delle tre religioni" per l'armonia che era riuscito a creare tra cristiani, ebrei e musulmani, fu re di Castiglia (1217 - 1252) e di León (1230 - 1252).

## Origine
Ferdinando, secondo la cronaca di Alberico delle Tre Fontane, era figlio del re di León Alfonso IX, e della seconda moglie, Berenguela I o Berengaria I, che fu Regina di Castiglia (Berengaria qui regi Legionensi id est regi Galicie peperita Fernandum successorem regis parvi in Castella et Toledo), che, ancora secondo la cronaca di Alberico delle Tre Fontane, era la figlia primogenita del re di Castiglia, Alfonso VIII e di Eleonora Plantageneta.

Secondo il Chronicon Conimbricensi, Alfonso IX era figlio del re di León Ferdinando II e di Urraca del Portogallo (mense Februario hora tertia in die Ascensionis Domini nauti est Rex Alfonsus filius Regis Fernandi et Dñæ Orace Reginæ), che secondo il Roderici Toletani Archiepiscopi De Rebus Hispaniæ era la terza figlia del re del Portogallo Alfonso I e della principessa Mafalda di Savoia (1125-1158)

## Biografia
La sua città natale fu a Valparaíso, attualmente nel comune di Mombuey, nei pressi di Zamora come riporta La web de las biografias o a Peleas de Abajo, come riporta la Gran enciclopedia catalana, una cittadina tra Zamora e Salamanca, (in un ostello fondato da un religioso di nome Martin Zamorano Cid, per aiutare i viandanti e pellegrini sulla Via de la Plata), o nel monastero di Nuestra Señora de Valparaíso (conosciuto anche come monastero di Santa María de Bellofonte), come precisa il Diccionario biográfico español, Real Academia de la Historia, mentre sua madre si trasferiva da Salamanca a Zamora.

Armi unite della Castiglia e del León, usata per la prima volta da Ferdinando III

### Infanzia
Il matrimonio dei genitori dapprima fu accettato da parte della chiesa; poi in seguito, il neoeletto papa Innocenzo III fece pressione affinché il matrimonio fosse annullato e non avendo ottenuto alcun risultato, scagliò l'interdetto sui regni di León e Castiglia, minacciando di dichiarare illegittimi i figli nati dalla coppia. La consanguineità era dovuta al fatto che il padre di Alfonso IX, Ferdinando II, e il nonno di Berenguela, il re di Castiglia Sancho III erano fratelli.
Nel 1204 il matrimonio venne annullato per consanguineità, come riporta il medievalista Britannico Ernest Fraser Jacob; Berenguela tornò in Castiglia alla corte di suo padre, con tutti i suoi figli, e si fece suora.
Assistette alle cattive relazioni tra i due regni durante la sua infanzia, dopo l'annullamento del matrimonio dei suoi genitori, specialmente per i territori situati nella Franja del Carrión e parte della Tierra de Campos. 
Nella Battaglia di Las Navas de Tolosa (1212), suo padre e il re del Portogallo, in contrasto con quelli di Castiglia, Aragona e Navarra furono gli unici  sovrani cristiani della penisola iberica che non rispose alla chiamata del papa Innocenzo III per la crociata contro i musulmani, e Alfonso IX approfittò dell'assenza del cugino Alfonso VIII per invadere la Castiglia, come riporta lo storico Rafael Altamira.
Dopo la prematura morte del re Alfonso VIII di Castiglia nell'ottobre del 1214, salì al trono suo zio, Enrico, ma a causa della sua minore età, la reggenza fu affidata a Eleonora, la nonna di Ferdinando, e poco dopo, alla morte di quest'ultima a sua madre, Berenguela. Tuttavia, Alvaro Núñez de Lara usurpò il potere reale e conquistò diversi castelli. Berenguela cercò sostegno in Gonzalo Rodríguez Girón, signore di Frechilla e maggiordomo maggiore del Re, e si rifugiò nel suo castello ad Antillo Campos. Tuttavia, questo posto venne assediato da Lara e perciò Berenguela chiese l'aiuto di suo figlio che le mandò un esercito di 1500 uomini, facendola fuggire da Lara.

### Re di Castiglia
Alla morte di Enrico, nel 1217, la successione toccò a sua madre, Berenguela, che rinunciò quasi immediatamente al trono in favore del proprio figlio Ferdinando, che dal León si trasferì in Castiglia divenendo così il nuovo re di Castiglia come Ferdinando III.
Suo padre Alfonso IX ambiva alla corona di Castiglia, perché nipote di Alfonso VII di Castiglia e anche per il suo diritto di marito nei riguardi di Berenguela. Appoggiato dalla famiglia Lara e dagli altri nobili castigliani che avevano governato per conto di Enrico I di Castiglia, dichiarò guerra al figlio, Ferdinando, non riconoscendolo re di Castiglia. Non essendo riuscito a conquistare la Castiglia Alfonso IX, nel 1218, fu costretto a patteggiare una tregua con l'ex moglie Berenguela, dove Alfonso si impegnò a non portare più guerra alla Castiglia e nel contempo però diseredò il figlio Ferdinando della corona del León.

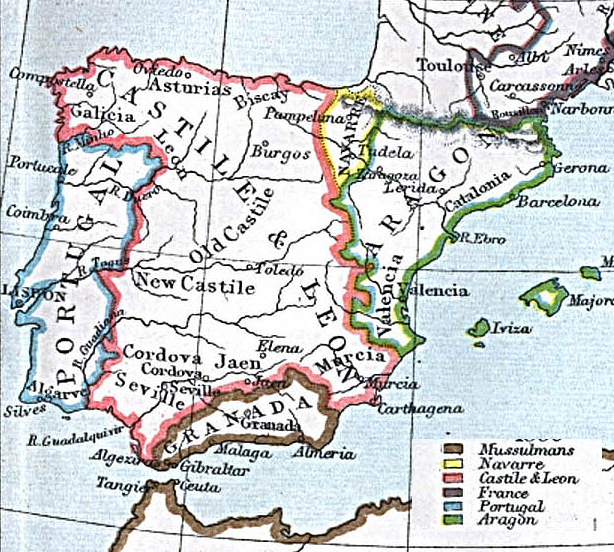
Mappa politica della penisola iberica nel 1360.

Il 30 novembre 1219 Ferdinando, a Burgos, si sposò con Elisabetta Hohenstaufen, detta Beatrice di Svevia alla corte di Castiglia, cugina dell'imperatore, come riporta il Chronicon de Cardeña (Rey D. Ferrando.....fue casado con Doña Beatriz, la sobrina del Emperador de Alemaña), figlia del duca di Svevia e re di Germania Filippo di Svevia (1179-1208, figlio di Federico Barbarossa) e di Irene Angelo (1181-1208, figlia dell'imperatore di Costantinopoli Isacco II Angelo), come riportano gli Annales Marbacenses.

Rimasta orfana di entrambi i genitori, nel 1208, Beatrice era stata educata alla corte del cugino, l'imperatore e re di Sicilia Federico II, come riporta il Diccionario biográfico español, Real Academia de la Historia.
Nel 1220 Ferdinando ottenne dal papa Onorio III il permesso di pagare i maestri della Scuola di Palencia, la più antica della penisola iberica (che ebbe però breve durata, dal 1175 al 1250), con un quarto dei proventi destinati alla manutenzione dei fabbricati di proprietà ecclesiastica, come riporta il prete anglicano e storico, britannico, Hastings Rashdall.
Nel 1226, Ferdinando III, come riportato dal documento n° XX dei DOCUMENTOS DE LA Iglesia Colegial de Santa María la Mayor (hoy Metropolitana) DE VALLADOLID, Siglo XIII, assieme alla moglie Beatrice e a tre figli fece una donazione alla chiesa Santa María la Mayor di Valladolid (Ferrandus Dei gratia Rex Castelle et Toleti una cum uxore mea Regina Beatrice et filiis meis Alfonso, Frederico, Fernando).
Ferdinando, nello stesso periodo si era dedicato alla Reconquista, combinando abilmente le azioni diplomatiche con interventi bellici che sfruttavano le discordie esistenti tra i diversi pretendenti al trono almohade. Nel 1225 attaccò la regione di Cordova, dove occupò alcune città tra cui Andújar, poi, tra il 1227 e il 1228, si alleò con il califfo almohade, Abū al-ʿAlāʾ Idrīs al-Maʾmūn, e quando quest'ultimo venne detronizzato da una insurrezione mandò in Maghreb un esercito in suo soccorso e, nel 1229, al-Maʾmūn riebbe il trono. 

In cambio Ferdinando ottenne un insediamento in Maghreb, a Marrakech.
Suo padre, il re di León, Alfonso IX, morì nel 1230, a Villanueva de Sarría, in Galizia, come riportano gli Anales Toledanos (Era MCCLXVIII muriò el Rey Don Alfonso de Leon, Padre del Rey D. Fernando, en Villanneva de Saria), mentre si recava in pellegrinaggio a Santiago di Compostela.

Alfonso IX lasciò il regno di León alle figlie di primo letto, Sancha e Dolce, che salirono al trono insieme con l'appoggio della nobiltà, mentre il clero e l'aristocrazia erano contrari, avrebbero preferito che i regni di León e di Castiglia fossero riunificati sotto il re Ferdinando III. L'accordo fu raggiunto dalle due ex mogli di Alfonso IX, Berenguela di Castiglia e Teresa del Portogallo, che a nome dei rispettivi figli, firmarono il Tratado de las Tercerías, dove dietro un cospicuo indennizzo le due regine abdicarono a favore del fratellastro, che poté finalmente riunire sotto un'unica corona i regni di León e di Castiglia, come riporta il Diccionario biográfico español, Real Academia de la Historia, non senza l'opposizione della popolazione leonese, che per parecchi mesi chiuse le porte delle città al re castigliano, contro il quale avevano combattuto per tanti anni sui campi di battaglia.
Nel 1235 rimase vedovo e il 20 novembre 1237 sposò, a Burgos, come riporta la cronaca di Alberico delle Tre Fontane, l'erede delle contee di Aumale e di Ponthieu Giovanna di Dammartin (comes de Pontivo Symon...unam duxit rex Castelle de Hispanie Fernandus)(1220-16 marzo 1279), figlia di Simone de Dammartin, conte d'Aumâle e di Maria, contessa di Ponthieu, come riporta il Roderici Toletani Archiepiscopi De Rebus Hispaniæ (Mariam…mater Joannæ Reginæ Castellæ et Legionis).
Nel 1236 conquistò la città di Cordova; nel 1241 il re di Murcia, Muhammad ibn Ali chiese aiuto a Ferdinando, offrendo in cambio il vassallaggio del suo regno; Ferdinando accettò e la Murcia, da Alicante ad Alhama fu soggetta al regno di Castiglia.

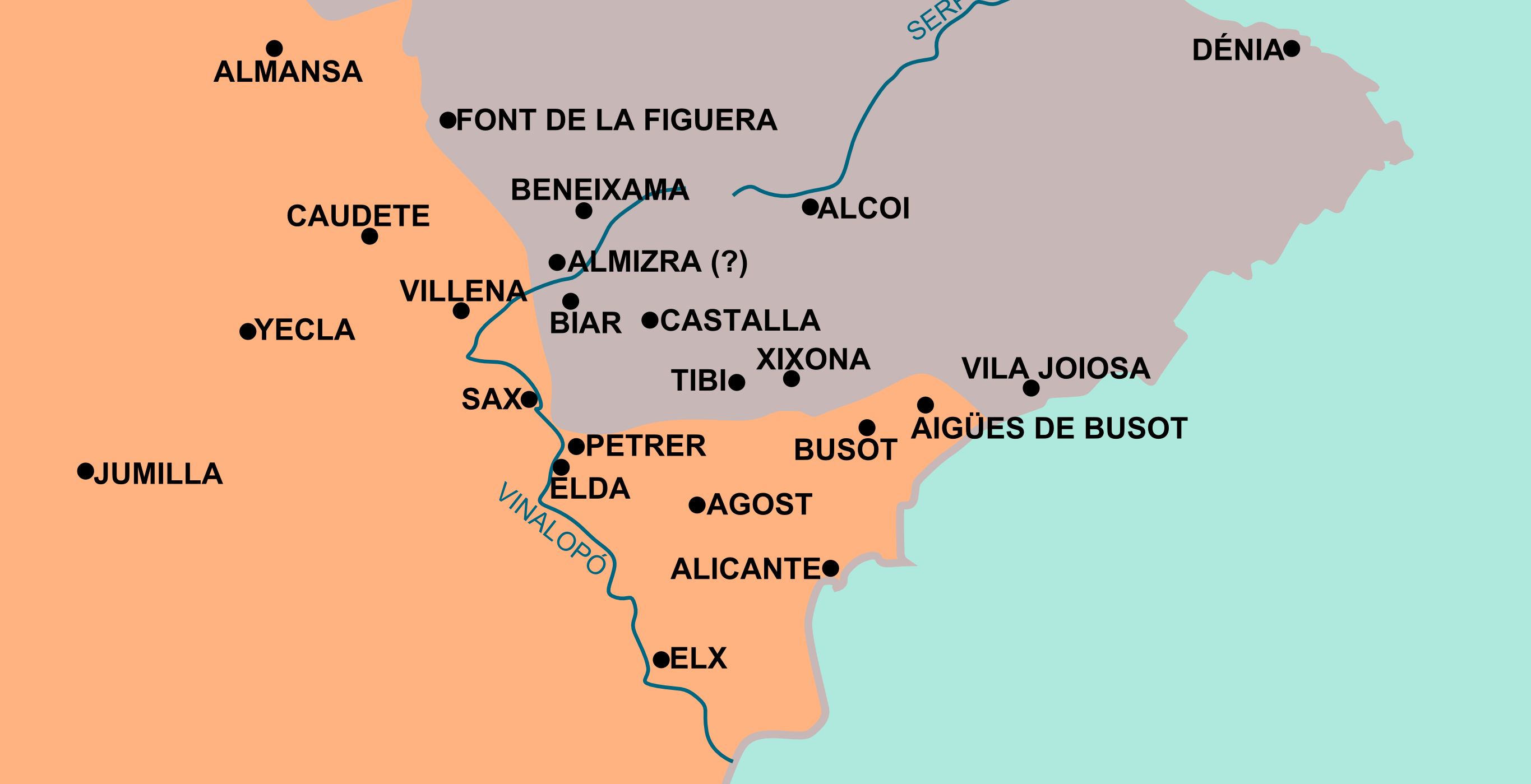
Limiti territoriali del Trattato di Almizra

Tra il 1243 e il 1245 Ferdinando III assieme al re d'Aragona, portò a termine l'occupazione del territorio valenziano e vennero stabiliti i limiti territoriali con il Trattato di Almizra del 1244, firmato da Giacomo I e il figlio di Ferdinando, Alfonso (futuro Alfonso X di Castiglia) per delimitare le aree di espansione sul territorio musulmano compreso tra la Corona di Castiglia e la Corona di Aragona, che confermava il trattato, del 1179, siglato tra Alfonso VIII di Castiglia ed Alfonso II d'Aragona, a Cazorla. Le terre a sud della linea Biar-Villajoyosa rimasero nelle mani castigliane (incluso il Regno di Murcia), mentre il regno di Valencia, che sarebbe spettato all'Aragona, venne consegnato definitivamente agli aragonesi solo dopo il 1305 con i trattati di Torrellas ed Elche, quando sul trono sedeva già Giacomo II.
Nel 1245 il sultano di Granada Muhammad ibn Nasr chiese un aiuto militare a Ferdinando, ed in cambio gli cedette la città di Jaén (1246) e gli promise un contingente di soldati musulmani per la conquista cristiana dell'Andalusia. Sempre nel 1246 per commemorare le sue conquiste fondò l'Ordine della Concordia investendo 154 cavalieri tra i più nobili di Spagna. Nel 1247 occupò Carmona e, mentre la flotta cristiana al comando dell'ammiraglio castigliano Raimondo Bonifaz distruggeva la flotta musulmana che difendeva il Guadalquivir, poté assediare Siviglia che, dopo circa quindici mesi di resistenza, cadde il 22 dicembre 1248.
Dopo Siviglia caddero Medina-Sidonia, Arcos, Cadice, Sanlucar e tutte le altre città a sud della capitale. Riconquistato tutto il territorio dell'Andalusia, eccetto il Sultanato di Granada e un territorio del sud ovest nei pressi di Huelva, Ferdinando progettò una spedizione in Nordafrica, per eliminare qualsiasi possibilità di reazione da parte dei musulmani.

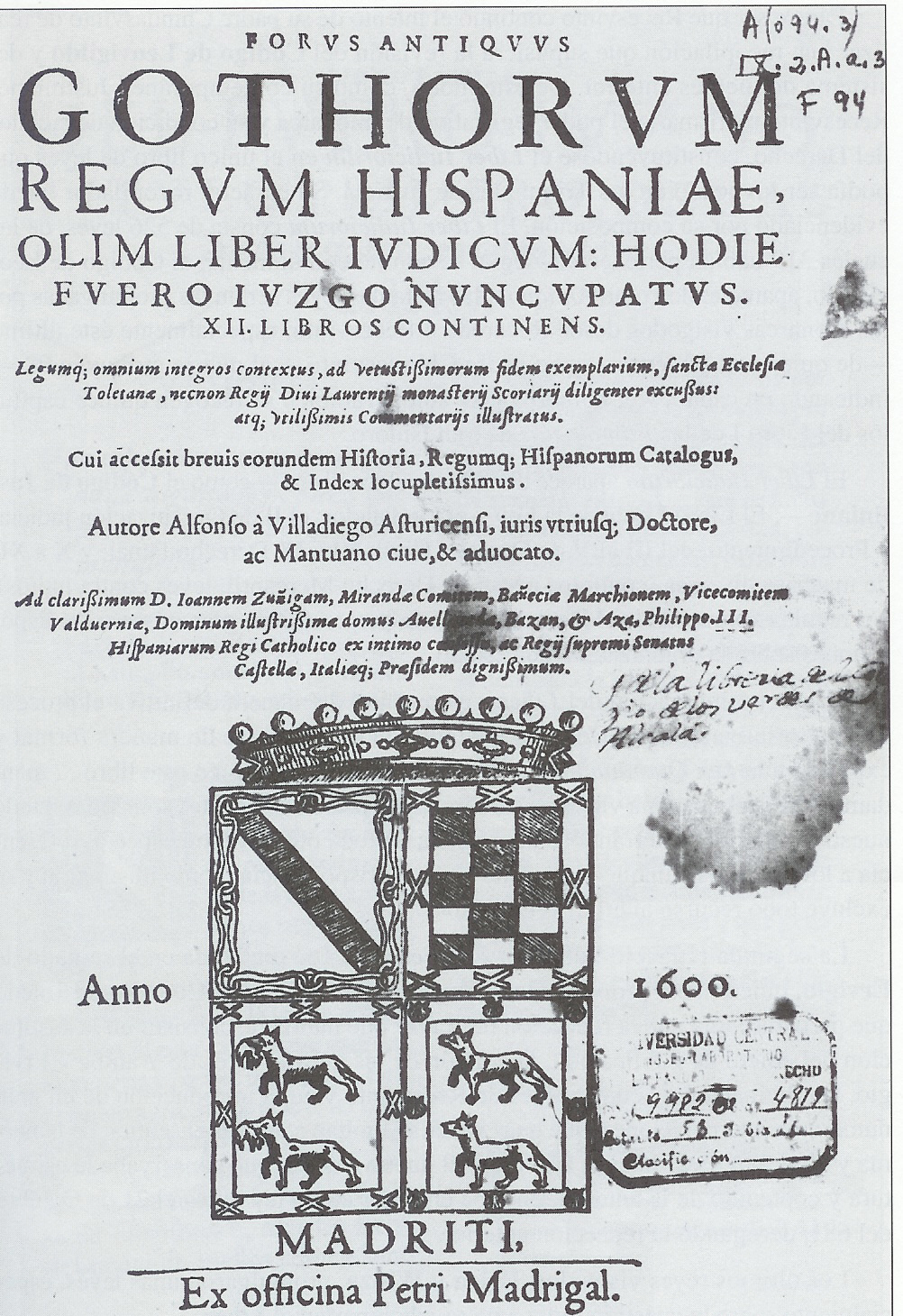
Copertina di una edizione del Liber Iudiciorum del 1600.

Mentre stava preparando la programmata spedizione, e trattava per avere l'appoggio del re d'Inghilterra Enrico III, come riporta Charles Bayley,  nel suo The formation of the German college of electors in the mid-thirteenth century (non consultato), Ferdinando morì a Siviglia dove fu sepolto nella Cattedrale, come riporta il Nobiliario del Conde de Barcelos Don Pedro il 30 maggio del 1252, e con lui terminò il periodo delle grandi conquiste dei territori musulmani.

 Gli succedette il figlio Alfonso X di Castiglia, detto il Saggio.
Diede impulso alle Scuole di Estudio General del Reino de León che suo padre Alfonso IX, tra il 1218 e il 1220, aveva fondato a Salamanca, e che poi suo figlio Alfonso il Saggio avrebbe chiamato Universidad.
Ordinò la pubblicazione di un codice (Sentenario) che non aveva forza di legge ma che preparò la strada alle grandi riforme di suo figlio, Alfonso il Saggio.
Il papa Clemente X, nel 1671, canonizzò Ferdinando III, noto come il "re delle tre religioni", primo re spagnolo elevato alla gloria degli altari.

## Patronati
San Ferdinando è il patrono della città di Siviglia e di varie città spagnole. È anche patrono dell'Arma del Genio dell'Esercito spagnolo.
Dopo la costituzione nel 1819 della Diocesi di San Cristóbal de La Laguna, chiamata anche Diocesi di Tenerife (Isole Canarie), san Ferdinando è il compatrono di questa e della cattedrale diocesana come stabilito dalla bolla di papa Pio VII. Questo perché questa diocesi dipende dall'arcidiocesi di Siviglia, la cui capitale ha per patrono. San Ferdinando è anche il patrono della Università di La Laguna, dal momento che questa istituzione è stata fondata con il nome di Università letteraria di San Fernando.
È anche patrono di un paese italiano in provincia di Barletta-Andria-Trani chiamato appunto San Ferdinando di Puglia, la cui effigie è dipinta nell'abside dell'altare maggiore della Chiesa Madre. La festa liturgica si festeggia il 30 maggio.
In Calabria è patrono di San Ferdinando (RC), cittadina fondata dopo la bonifica del diciottesimo secolo voluta dai regnanti Borbone. Una statua lignea è presente nell'altare maggiore della Chiesa principale.

## Matrimoni

### Primo Matrimonio
Nel novembre 1219 a Burgos aveva sposato Beatrice di Svevia, figlia di Filippo di Svevia e di Irene Angelo. Ebbero dieci figli::
- Alfonso X di Castiglia (1221-1284), re di Castiglia[28];
- Federico di Castiglia (1224-1277)[34];
- Ferdinando di Castiglia (1225-1248), governatore di Murcia e Molina Seca, citato dal vescovo Lucas de Tuy, nel suo Chronicon mundi (non consultato)[7];
- Eleonora di Castiglia (1226-?), citata dal vescovo Lucas de Tuy, nel suo Chronicon mundi (non consultato)[7];
- Berengaria di Castiglia (1228-1279), monaca al Monastero de las Huelgas, citata dal vescovo Lucas de Tuy, nel suo Chronicon mundi (non consultato)[7];
- Enrico (1230-1303)[34];
- Filippo di Castiglia (1231-1274), sposò di Cristina di Norvegia, citato dal vescovo Lucas de Tuy, nel suo Chronicon mundi (non consultato)[7];
- Sancho di Castiglia (1233-1261), arcivescovo di Toledo e di Siviglia, citato dal vescovo Lucas de Tuy, nel suo Chronicon mundi (non consultato)[7];
- Manuele di Castiglia (1234-1283)[34];
- Maria di Castiglia (1235-1235), citata dal vescovo Lucas de Tuy, nel suo Chronicon mundi (non consultato)[7].

### Secondo Matrimonio
Nel 1237 aveva sposato Giovanna di Dammartin. Ebbero cinque figli:
- Ferdinando (1238 – Francia, 1264), dal 1239, che fece una donazione in suffragio del padre unitamente alla madre, Giovanna (Fernandi dilecti filii nostri primogeniti)[35] e alla morte del nonno, Simone di Dammartin, era divenuto Conte di Aumale, assieme alla madre e Barone di Montgomery e di Noyelles-sur-Mer e, nel 1256, sposò la signora d'Épernon, Laura di Montfort (?-ca. 1270);
- Eleonora (1241 – 1290), contessa di Ponthieu, sposata, nel 1254, col conte di Chester, Edoardo, il futuro re d'Inghilterra, Edoardo I, come riportato dagli Annales Londonienses[36];
- Luigi (1243 – 1279), signore di Marchena, che sposò Juana Gómez de Manzanedo, come riportato da Luis de Salazar y Castro, nel suo Historia Genealógica de la Casa de Lara, Vol. III[37];
- Simone (1244 – morto giovane), secondo lo storico Szabolcs de Vajay fu sepolto nel convento di San Domenico a Toledo;
- Giovanni (1245 – morto a pochi giorni dalla nascita), secondo lo storico Szabolcs de Vajay fu sepolto nella cattedrale di Cordova.

## Ascendenza
|                             |                         |                          | Genitori                                 |  |  | Nonni |  |  | Bisnonni                 |  |  | Trisnonni            |  |
|                             |                         |                          |                                          |  |  |       |  |  | Alfonso VII di Castiglia |  |  | Raimondo di Borgogna |  |
|                             |                         |                          |                                          |  |  |       |  |  | Alfonso VII di Castiglia |  |  | Raimondo di Borgogna |  |
|                             |                         | Urraca I di León         |                                          |  |  |       |  |  | Alfonso VII di Castiglia |  |  |                      |  |
| Ferdinando II di León       |                         |                          |                                          |  |  |       |  |  | Alfonso VII di Castiglia |  |  |                      |  |
|                             |                         | Berengaria di Barcellona | Raimondo Berengario III di Barcellona    |  |  |       |  |  |                          |  |  |                      |  |
|                             |                         | Berengaria di Barcellona | Raimondo Berengario III di Barcellona    |  |  |       |  |  |                          |  |  |                      |  |
|                             |                         | Berengaria di Barcellona | Dolce I di Provenza                      |  |  |       |  |  |                          |  |  |                      |  |
| Alfonso IX di León          |                         | Berengaria di Barcellona |                                          |  |  |       |  |  |                          |  |  |                      |  |
|                             |                         | Alfonso I del Portogallo | Enrico di Borgogna, conte del Portogallo |  |  |       |  |  |                          |  |  |                      |  |
|                             |                         | Alfonso I del Portogallo | Enrico di Borgogna, conte del Portogallo |  |  |       |  |  |                          |  |  |                      |  |
|                             |                         | Alfonso I del Portogallo | Teresa di León                           |  |  |       |  |  |                          |  |  |                      |  |
| Urraca del Portogallo       |                         | Alfonso I del Portogallo |                                          |  |  |       |  |  |                          |  |  |                      |  |
|                             |                         | Mafalda di Savoia        | Amedeo III di Savoia                     |  |  |       |  |  |                          |  |  |                      |  |
|                             |                         | Mafalda di Savoia        | Amedeo III di Savoia                     |  |  |       |  |  |                          |  |  |                      |  |
|                             |                         | Mafalda di Savoia        | Mahaut d'Albon                           |  |  |       |  |  |                          |  |  |                      |  |
| Ferdinando III di Castiglia |                         | Mafalda di Savoia        |                                          |  |  |       |  |  |                          |  |  |                      |  |
|                             | Sancho III di Castiglia | Alfonso VII di Castiglia |                                          |  |  |       |  |  |                          |  |  |                      |  |
|                             | Sancho III di Castiglia | Alfonso VII di Castiglia |                                          |  |  |       |  |  |                          |  |  |                      |  |
|                             | Sancho III di Castiglia | Berengaria di Barcellona |                                          |  |  |       |  |  |                          |  |  |                      |  |
| Alfonso VIII di Castiglia   | Sancho III di Castiglia |                          |                                          |  |  |       |  |  |                          |  |  |                      |  |
|                             |                         | Bianca Garcés di Navarra | García IV Ramírez di Navarra             |  |  |       |  |  |                          |  |  |                      |  |
|                             |                         | Bianca Garcés di Navarra | García IV Ramírez di Navarra             |  |  |       |  |  |                          |  |  |                      |  |
|                             |                         | Bianca Garcés di Navarra | Margherita de l'Aigle                    |  |  |       |  |  |                          |  |  |                      |  |
| Berenguela di Castiglia     |                         | Bianca Garcés di Navarra |                                          |  |  |       |  |  |                          |  |  |                      |  |
|                             |                         | Enrico II d'Inghilterra  | Goffredo V d'Angiò                       |  |  |       |  |  |                          |  |  |                      |  |
|                             |                         | Enrico II d'Inghilterra  | Goffredo V d'Angiò                       |  |  |       |  |  |                          |  |  |                      |  |
|                             |                         | Enrico II d'Inghilterra  | Matilde d'Inghilterra                    |  |  |       |  |  |                          |  |  |                      |  |
| Eleonora d'Inghilterra      |                         | Enrico II d'Inghilterra  |                                          |  |  |       |  |  |                          |  |  |                      |  |
|                             |                         | Eleonora d'Aquitania     | Guglielmo X di Aquitania                 |  |  |       |  |  |                          |  |  |                      |  |
|                             |                         | Eleonora d'Aquitania     | Guglielmo X di Aquitania                 |  |  |       |  |  |                          |  |  |                      |  |
|                             |                         | Eleonora d'Aquitania     | Aénor di Châtellerault                   |  |  |       |  |  |                          |  |  |                      |  |
|                             |                         | Eleonora d'Aquitania     |                                          |  |  |       |  |  |                          |  |  |                      |  |

## Iconografia

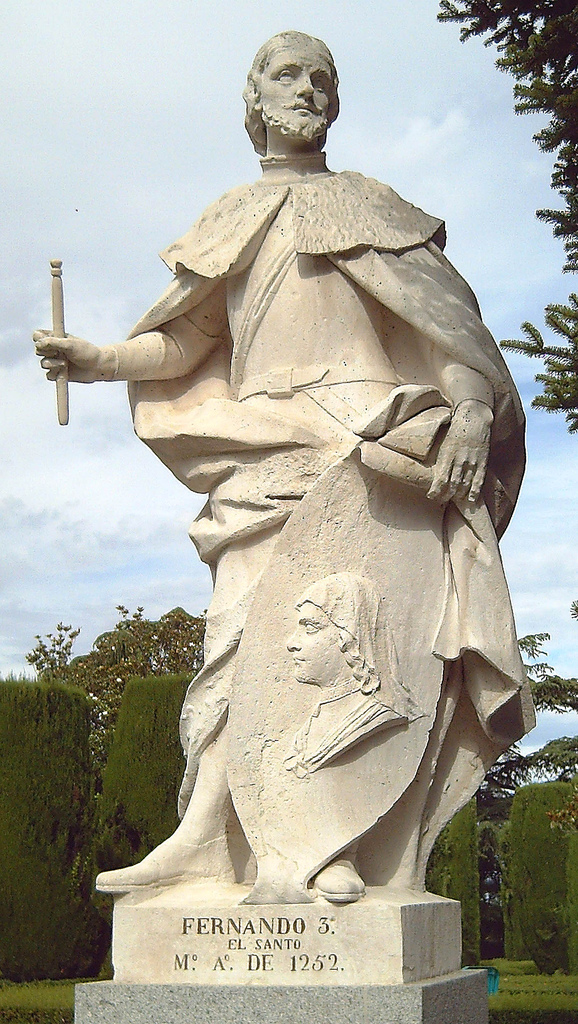
Statua di San Ferdinando III di Castiglia di Giovan Domenico Olivieri (1708–1762) nel Parco del Retiro
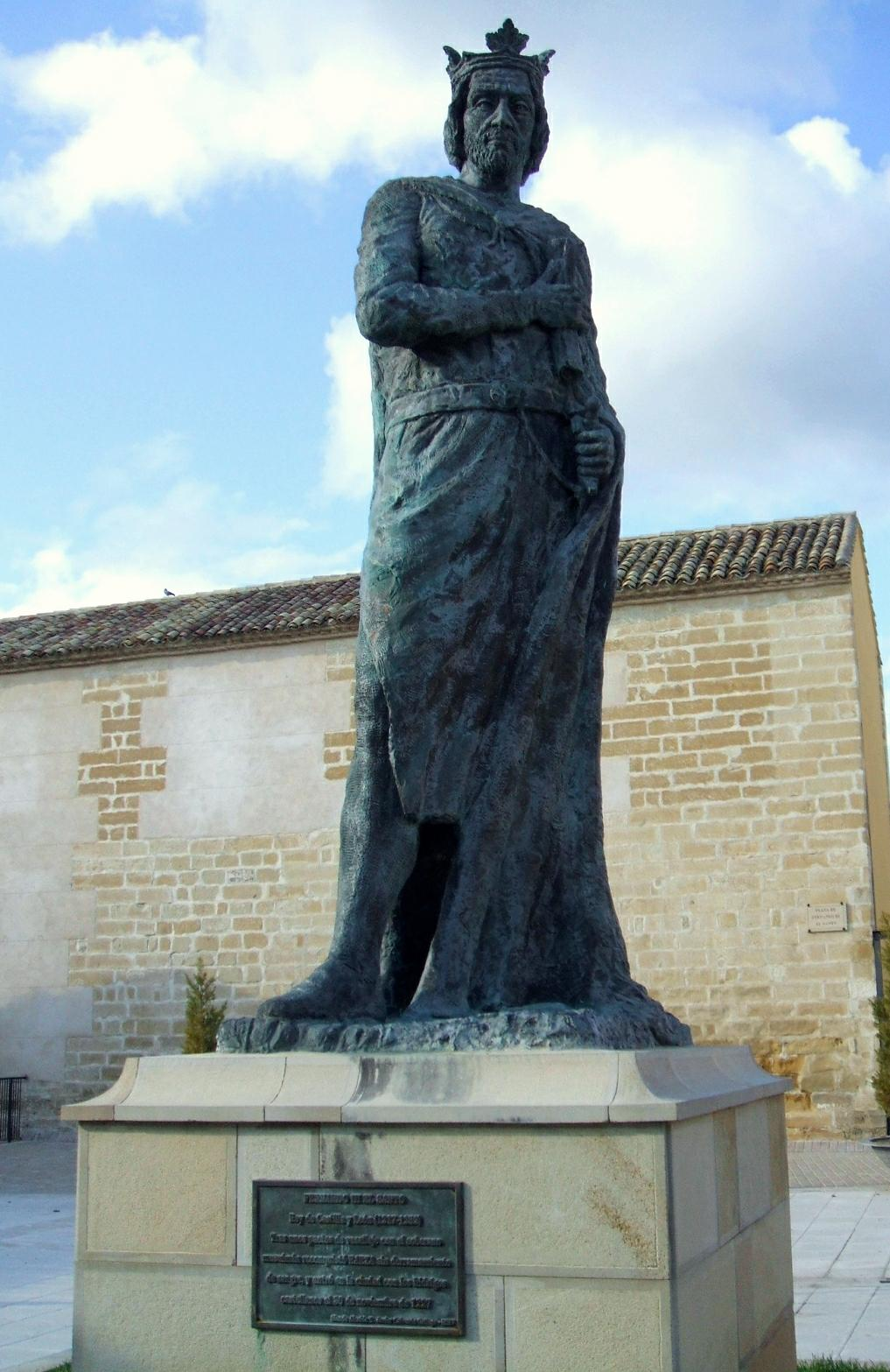
Monumento di Fernando III il Santo a Baeza.
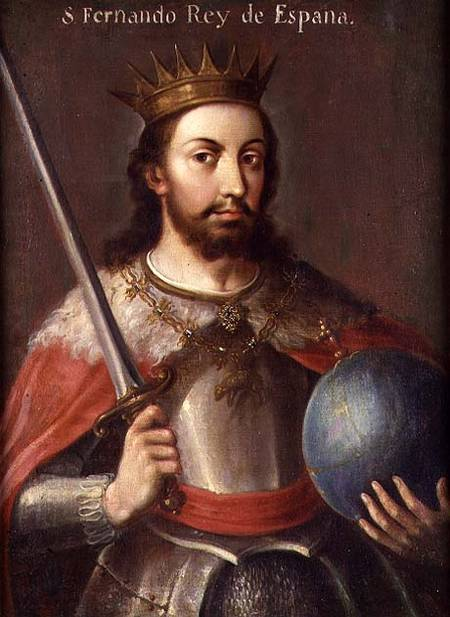
Ritratto anonimo del secolo XVII della scuola sivigliana
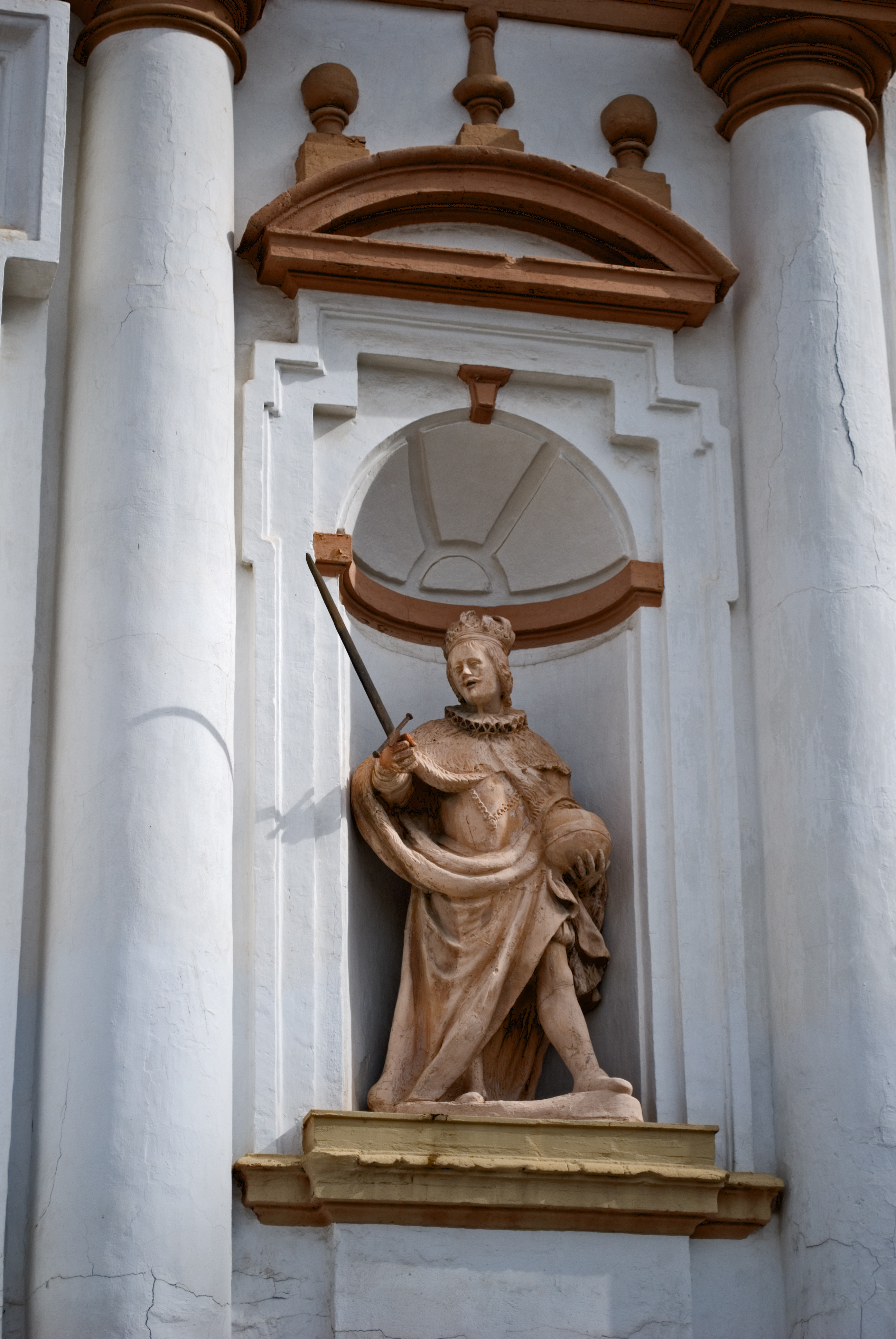
Scultura all'ospedale della Carità di Siviglia
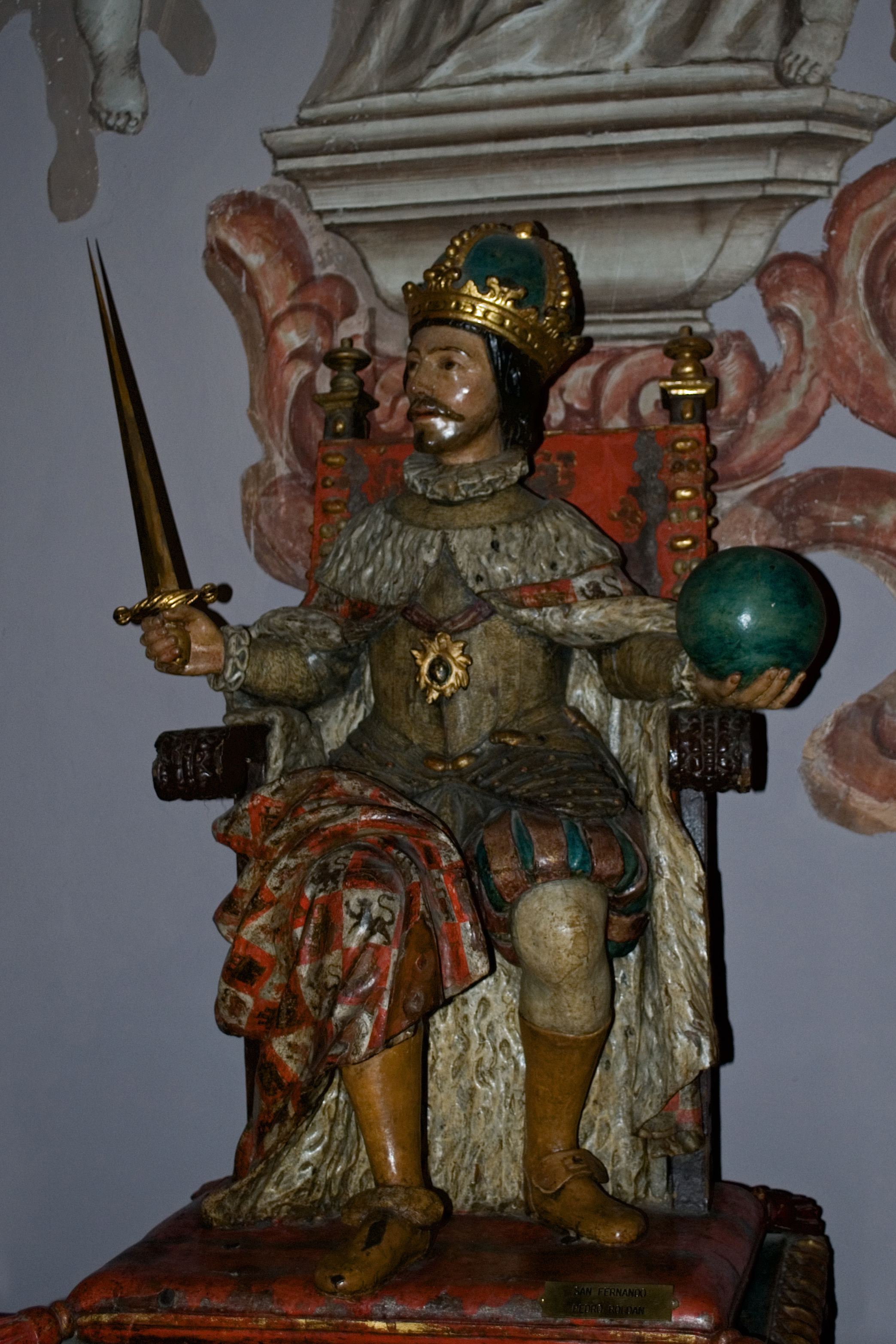
Scultura di Pedro Roldán all'ospedale dei Venerabili di Siviglia
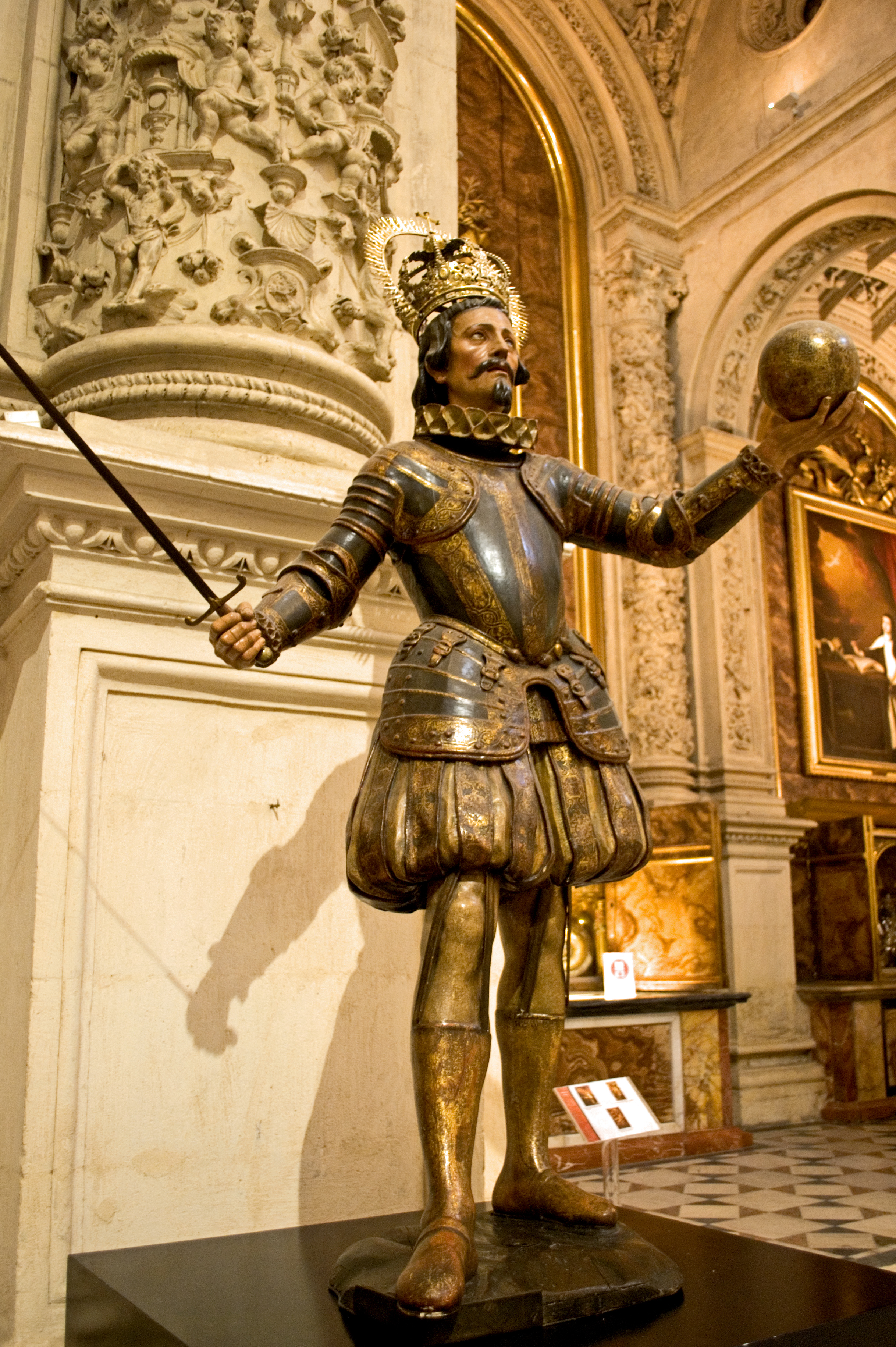
Scultura di Pedro Roldán alla Cattedrale di Siviglia
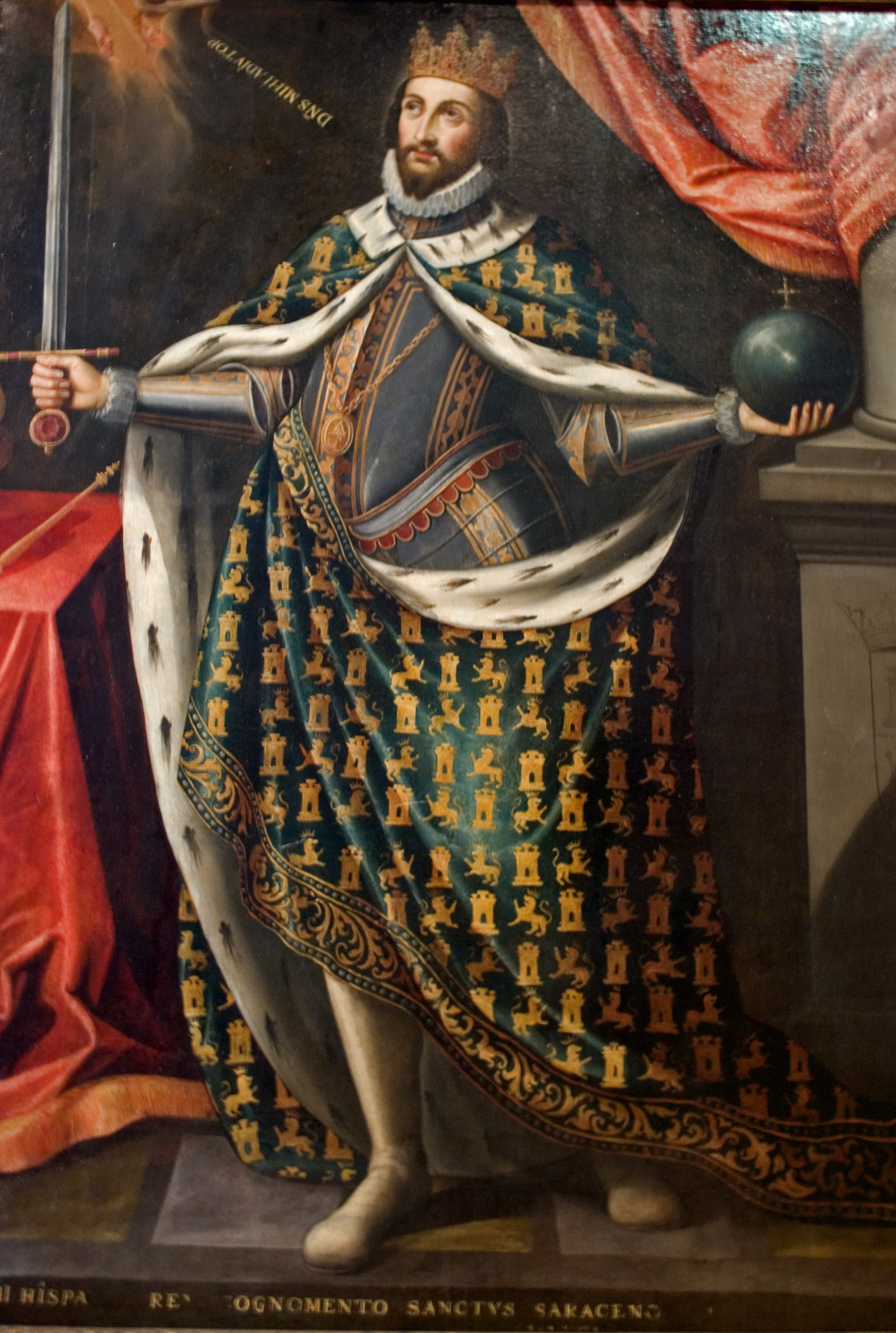
Ritratto anonimo (circa 1620), Siviglia, Consiglio comunale
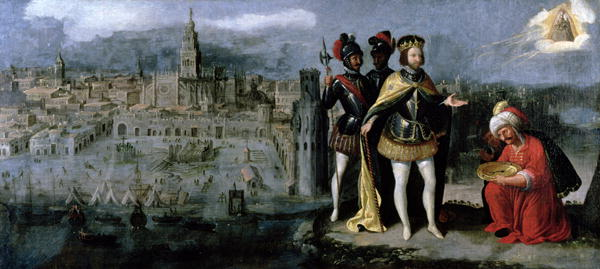
Conquista di Siviglia da parte di Ferdinando III di Francisco Pacheco (XVII secolo)
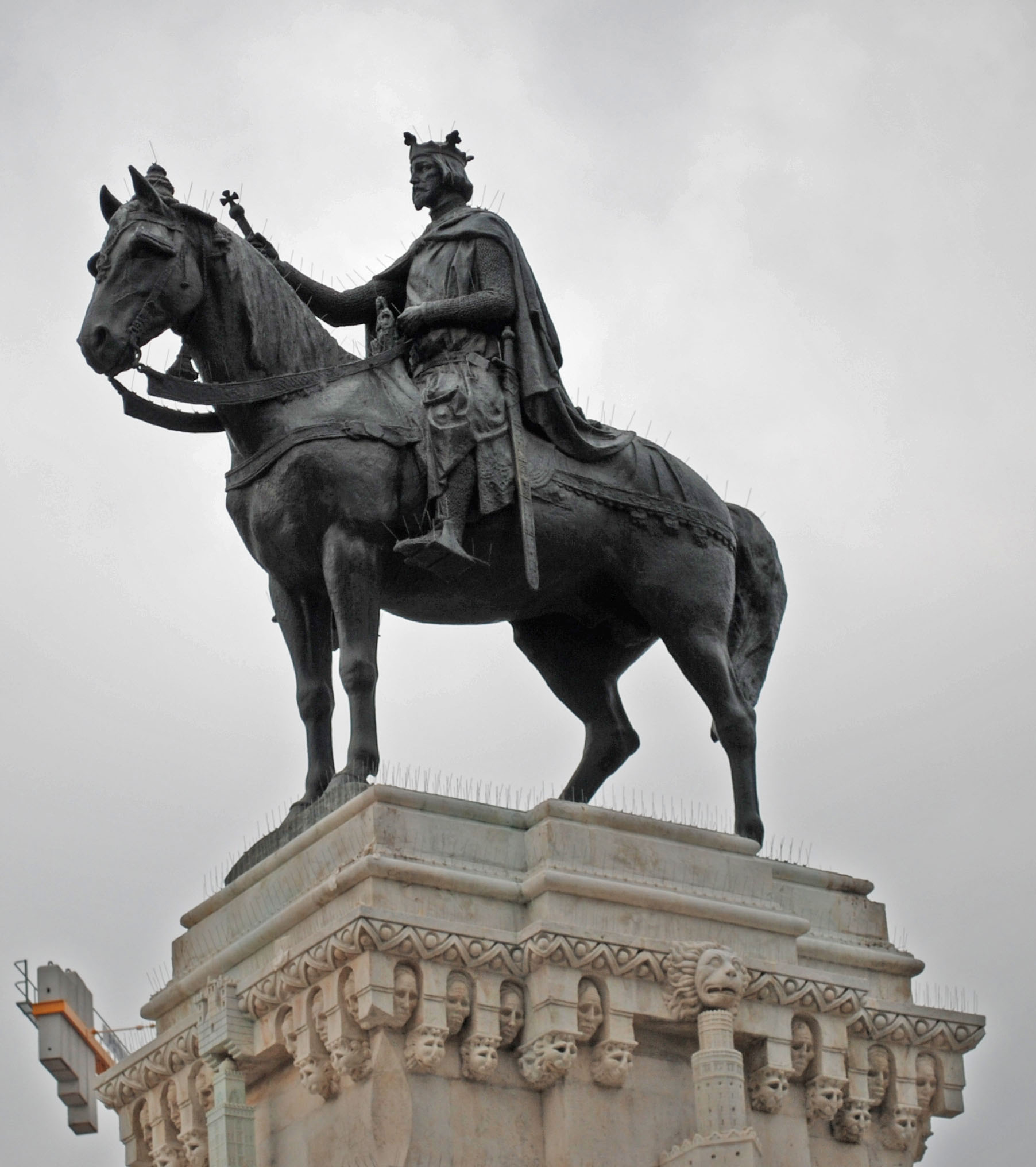
Statua equestre nella Plaza Nueva di Siviglia (XIX secolo)
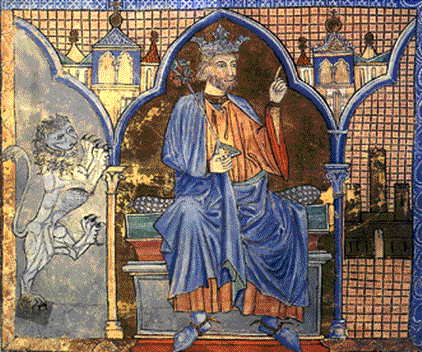
Ferdinando III di Castiglia e León, miniatura del XIII secolo presa da l'Índice de los privilegios reales, archivi della cattedrale di Santiago di Compostela. Si notino le armi del León e della Castiglia ai lati del monarca.

## Cappella nella cattedrale di Siviglia

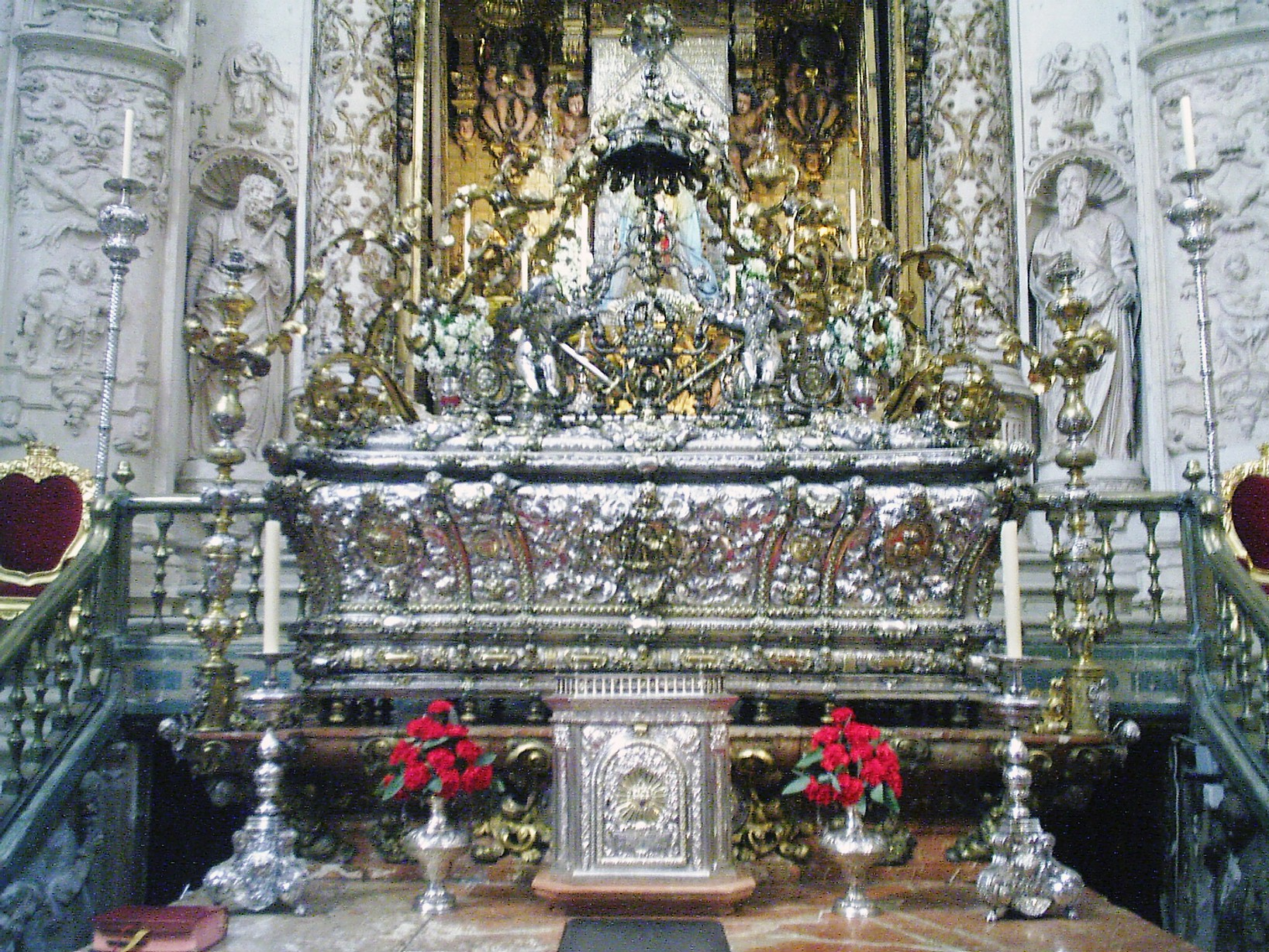
Urna d'argento contenente i resti mortali di San Fernando. Cappella Reale della Cattedrale di Siviglia
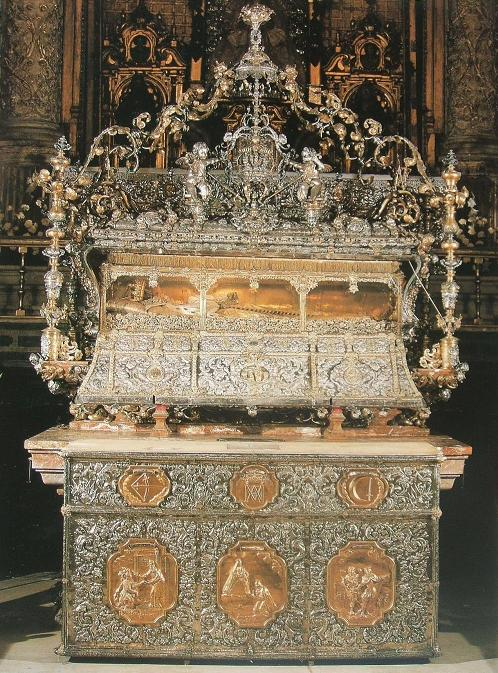
Altare e urna d'argento contenente il corpo incorrotto di Fernando III il Santo, opera di Juan Laureano de Pina (1701-1719), Cappella Reale della Cattedrale di Siviglia
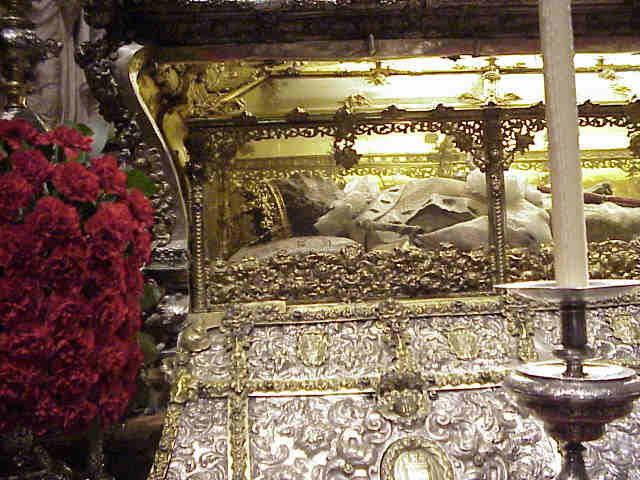
Dettaglio dell'urna con il corpo del santo, Cappella Reale della Cattedrale di Siviglia

### Fonti primarie
- (LA)  Monumenta Germaniae Historica, Scriptores, tomus XVII.
- (LA)  Monumenta Germaniae Historica, Scriptores, tomus XXIII.
- (LA)  (ES)  #ES España sagrada, Volume 23.
- (LA)  Recueil des historiens des Gaules et de la France. Tome 12.
- (LA)  #ES DOCUMENTOS DE LA Iglesia Colegial de Santa María la Mayor (hoy Metropolitana) DE VALLADOLID, Siglo XIII.
- (LA)  Chronicles of the reigns of Edward I. and Edward II..
- (LA)  Cartulaire du comté de Ponthieu.
- (ES)  #ES Historia Genealógica de la Casa de Lara, Volumen 3.

### Letteratura storiografica
- Rafael Altamira, "La Spagna (1031-1248)", in Storia del mondo medievale, vol. V, 1999, pp. 865–896
- E. F. Jacob, "Innocenzo III", in Storia del mondo medievale, vol. V, 1999, pp. 5–53
- Hastings Rashdall, Le università medievali, in Storia del mondo medievale, vol. V, 1999, pp.657–704
- Ferdinando Maccono, Vita di S. Ferdinando III: re di Leone e di Castiglia: (1198 (?) - 1252), pag. 253, S. Lega Eucaristica, Milano, 1924
- (PT)  Nobiliario del Conde de Barcelos Don Pedro, Hijo del Rey Don Dionisio, Reyes de Portugal
- (ES) Crónica latina de los reyes de Castilla.